# Phaeosphaeria luctuosa
Phaeosphaeria luctuosa är en svampart som först beskrevs av Niessl ex Sacc., och fick sitt nu gällande namn av Otani & Mikawa 1971. Phaeosphaeria luctuosa ingår i släktet Phaeosphaeria och familjen Phaeosphaeriaceae.  Artens status i Sverige är: Osäker förekomst. Inga underarter finns listade i Catalogue of Life.